# Dharashiv (stad)
Dharashiv, voorheen bekend als Osmanabad is een nagar panchayat (plaats) in het district Dharashiv van de Indiase staat Maharashtra. 

## Demografie
Volgens de Indiase volkstelling van 2001 wonen er 80.612 mensen in Dharashiv, waarvan 52% mannelijk en 48% vrouwelijk is. De plaats heeft een alfabetiseringsgraad van 74%. 